# Johann Heinrich Samuel Formey
Johann Heinrich Samuel Formey (Berlín, 31 de mayo de 1711–Berlín, 7 de marzo de 1797) fue un autor de nacionalidad alemana de expresión francesa. Además de sus actividades como escritor,  contribuyó a la Encyclopédie..

## Vida
Formey nació en Berlín, Brandeburgo,  hijo de inmigrantes hugonotes. Su madre murió cuando  Formey tenía tres años, y  fue criado por dos de sus tías. Fue educado para el clero, y a la edad de veinte años devino en pastor de la iglesia protestante francesa en Brandeburgo. En 1736 aceptó la invitación de una congregación en Berlín, y al año siguiente fue  escogido profesor de retórica en el Collège Français berlinés, y en 1739 profesor de filosofía. Entre sus alumnos estuvo Louis de Beausobre, que fue posteriormente  filósofo y economista político de cierta relevancia.
En una época de  reorganización de la Academia de Berlín en 1744, durante el reinado de Federico el Grande, Formey fue nombrado miembro, y en 1748 su secretario perpetuo.
La lengua usada entre los científicos de la Academia, el latín, se cambió al francés. En 1750  fue nombrado  miembro de la Royal Society.
Entre 1741 y 1753, editores sucesivos en La Haya fueron publicando los seis volúmenes La bella Wolfienne de Formey, que era su texto para explicar la filosofía de Christian Wolff a las mujeres. Esta serie empezó como una popularización de la filosofía de Wolff  en forma de un romance filosófico, pero al final del cuarto volumen, Formey abandonó la ficción  para hacer una paráfrasis y resumen de las obras metafísicas de Wolff. Estos libros hicieron a Wolff más conocido en Francia.
Formey escribió durante su vida más de 17.000 cartas, y tuvo correspondencia durante varios años con Francesco Algarotti, quién en 1737 había publicado un libro sobre la doctrina y los métodos de Isaac Newton para señoras titulado Newtonianismo per le dame. Se le atribuye a Formey la obra L'Anti-Sans-Souci, où la folie des nouveaux philosophes (1760), que refutaba  la autoría de Federico el Grande de Oeuvres y acentuaba la piedad del rey, y se sabe que Formey ciertamente escribió el prefacio.

## Obras principales
Las obras principales de Formey  son: 
- La belle Wolfienne (1741–1753);
- Le Philosophe chrétien (1740);
- L'Emile chrétien (1764), con el objetivo de ser una respuesta a la obra Emilio, o De la educación de Rousseau; y
- Souvenirs d'un citoyen (Berlín, 1789).

También publicó un número muy grande de memorias contemporáneas en las actas de la Academia de Berlín. Su correspondencia con Prosper Marchand fue publicada en 2012.

## Publicaciones
Una lista más detallada de las obras de Formey  se pueden  encontrar en el artículo correspondiente en Formey en la Wikipedia en francés.
- Le philosophe chrétien, ou discours moraux (1740)
- La belle Wolfienne (6 volúmenes: 1741–1753)
- Bibliothèque crítique, ou memoires pour servir a l'histoire littéraire ancienne et moderne (3 volúmenes: 1745–1746)
- Essai sur les songes (1746)
- De l'obligation de se procurer toutes les commodités de la vie (1750)
- De la conscience (1751)
- De l'étendue de l'imaginación (1754)
- Sur les allégories philosophiques (1755)
- Sur l'origine du langage, des idées et des connaissances humaines (1759)
- Sur le goût (1760)
- Sur les spectacles (1761)
- Sur l'influence de l'âme sur le corps (1764)
- Emile chrétien, consacré à l'utilité publique (1764)
- Considérations sur ce qu'on peut regarder aujourd'hui comme le but principal des académies et comme leur but le más avantageux (1767–1768)
- Sur la culture de l'entendement (1769)
- Considérations sur l'Encyclopédie française (1770)
- Éloge de J.-B. Boyer, marquis d'Argens (1771)
- Discours sur la question : Pourquoi tant de personnes ont si peu de goût ou même un si grand éloignement pour tout ce qui demande l'exercice des facultés intellectuelles (1772)
- Sur la physiognomie (1775)
- Examen de la question : Si toutes les vérités sont bonnes à dire (1777)
- Sur quelques anciennes procédures contre les magiciens (1778)
- Éloge de Sulzer (1779)
- Éloge de Cochius (1780)
- Éloge de Beguelin (1788@–1789)
- Sur les rapports entre le savoir, l'esprit, le génie et le goût (1788–89)
- Souvenirs d'un citoyen (1789)
- Sur le fanatisme (1792–93)